# 53è Festival Internacional de Cinema de Berlín
El 53è Festival Internacional de Cinema de Berlín va tenir lloc entre el 6 i el 16 de febrer de 2003. El festival va obrir amb la pel·lícula musical Chicago de Rob Marshall i va tancar amb Gangs of New York de Martin Scorsese, ambdues fora de la competició del festival. L'Os d'Or fou atorgada a la pel·lícula britànica In This World dirigida per Michael Winterbottom.
El festival va mostrar una retrospectiva dedicada al director alemany F. W. Murnau.

## Jurat

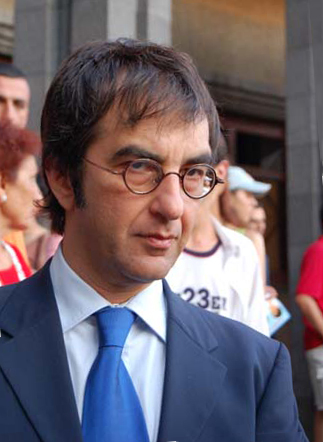
Atom Egoyan, president del jurat

Les següents persones foren nomenades com a membres del jurat:
Jurat internacional
- Atom Egoyan - president
- Martina Gedeck
- Anna Galiena
- Kathryn Bigelow
- Abderrahmane Sissako
- Humbert Balsan
- Geoffrey Gilmore

Jurat dels curtmetratges
- Andreas Dresen
- Phyllis Mollet
- Thom Palmen

## Selecció oficial

### En competició
Les següents pel·lícules van competir per l'Os d'Or i per l'Os de Plata:
| Títol original                  | Director(s)           | País                                 |
| ------------------------------- | --------------------- | ------------------------------------ |
| 25th Hour                       | Spike Lee             | Estats Units                         |
| Adaptation                      | Spike Jonze           | Estats Units                         |
| Alexandra's Project             | Rolf de Heer          | Austràlia                            |
| Der alte Affe Angst             | Oskar Roehler         | Alemanya                             |
| Confessions of a Dangerous Mind | George Clooney        | Estats Units, Canadà, Alemanya       |
| La fleur du mal                 | Claude Chabrol        | França                               |
| Good Bye, Lenin!                | Wolfgang Becker       | Alemanya                             |
| The Hours                       | Stephen Daldry        | Estats Units, Regne Unit             |
| Io non ho paura                 | Gabriele Salvatores   | Itàlia, Espanya, Regne Unit          |
| In This World                   | Michael Winterbottom  | Regne Unit                           |
| Ja zuster, nee zuster           | Pieter Kramer         | Països Baixos                        |
| Lichter                         | Hans-Christian Schmid | Alemanya                             |
| The Life of David Gale          | Alan Parker           | Estats Units, Alemanya               |
| Madame Brouette                 | Moussa Sene Absa      | Canadà, Senegal, França              |
| Mángjǐng                        | Yang Li               | R.P. de la Xina, Alemanya, Hong Kong |
| Mi vida sin mi                  | Isabel Coixet         | Espanya, Canadà                      |
| Small Cuts                      | Pascal Bonitzer       | França, Regne Unit                   |
| Rezervni deli                   | Damjan Kozole         | Eslovènia                            |
| Solaris                         | Steven Soderbergh     | Estats Units                         |
| Son frère                       | Patrice Chéreau       | França                               |
| Tasogare Seibei                 | Yôji Yamada           | Japó                                 |
| Hero                            | Yimou Zhang           | R.P. de la Xina, Hong Kong           |

### Curtmetratges
| Títol original                                | Director(s)            | País                  |
| --------------------------------------------- | ---------------------- | --------------------- |
| (A)Torzija                                    | Stefan Arsenijevic     | Sèrbia                |
| Araki: The Killing of a Japanese Photographer | Anders Morgenthaler    | Dinamarca             |
| The Chubbchubbs!                              | Eric Armstrong         | Estats Units          |
| Delores                                       | Adam Stevens           | Alemanya              |
| En ausencia                                   | Lucía Cedrón           | Alemanya              |
| The Good Son                                  | Michael Sandoval       | Regne Unit            |
| War Against Stones                            | Andreas Teuchert       | Alemanya              |
| The Tram #9 Was Going                         | Stepan Koval           | Ucraïna               |
| Fish                                          | Jonathan Davies        | Finlàndia             |
| Savior                                        | Athanasios Karanikolas | Alemanya              |
| The Match                                     | Ursula Ferrara         | Itàlia                |
| Long Take                                     | Patrícia Moran         | Brasil                |
| Rettet Berlin!                                | Gerd Conradt           | Alemanya              |
| Spin                                          | Cath Le Couteur        | Regne Unit            |
| Tarry                                         | Stijn van Santen       | Països Baixos         |
| The Toll Collector                            | Rachel Johnson         | Txèquia, Estats Units |
| Never Trust a Cow                             | Nathalie Percillier    | França                |

## Retrospectiva
Les següents pel·lícules foren mostrades a la retrospectiva:
| Títol original                        | Director(s)                        | País             |
| ------------------------------------- | ---------------------------------- | ---------------- |
| City Girl                             | F. W. Murnau                       | Estats Units     |
| Der brennende Acker                   | F. W. Murnau                       | Alemanya         |
| Der Gang in die Nacht                 | F. W. Murnau                       | Alemanya         |
| Der letzte Mann                       | F. W. Murnau                       | Alemanya         |
| Die Finanzen des Großherzogs          | F. W. Murnau                       | Alemanya         |
| Faust – Eine deutsche Volkssage       | F. W. Murnau                       | Alemanya         |
| Four Sons                             | John Ford                          | Estats Units     |
| Higanbana (彼岸花)                    | Yasujirō Ozu                       | Japó             |
| Legong: Dance Of The Virgins          | Henry de La Falaise                | Estats Units     |
| Moana                                 | Robert J. Flaherty                 | Estats Units     |
| Nosferatu, eine Symphonie des Grauens | F. W. Murnau                       | Alemanya         |
| Nosferatu - Phantom der Nacht         | Werner Herzog                      | França, Alemanya |
| Ohayō (お早よう)                      | Yasujirō Ozu                       | Japó             |
| Phantom                               | F. W. Murnau                       | Alemanya         |
| 7th Heaven                            | Frank Borzage                      | Estats Units     |
| Sōshun (早春)                         | Yasujirō Ozu                       | Japó             |
| Tabu                                  | F. W. Murnau                       | Estats Units     |
| Herr Tartüff                          | F. W. Murnau                       | Alemanya         |
| The Merry Widow                       | Ernst Lubitsch                     | Estats Units     |
| The Philadelphia Story                | George Cukor                       | Estats Units     |
| White Shadows in the South Seas       | W. S. Van Dyke, Robert J. Flaherty | Estats Units     |

## Premis

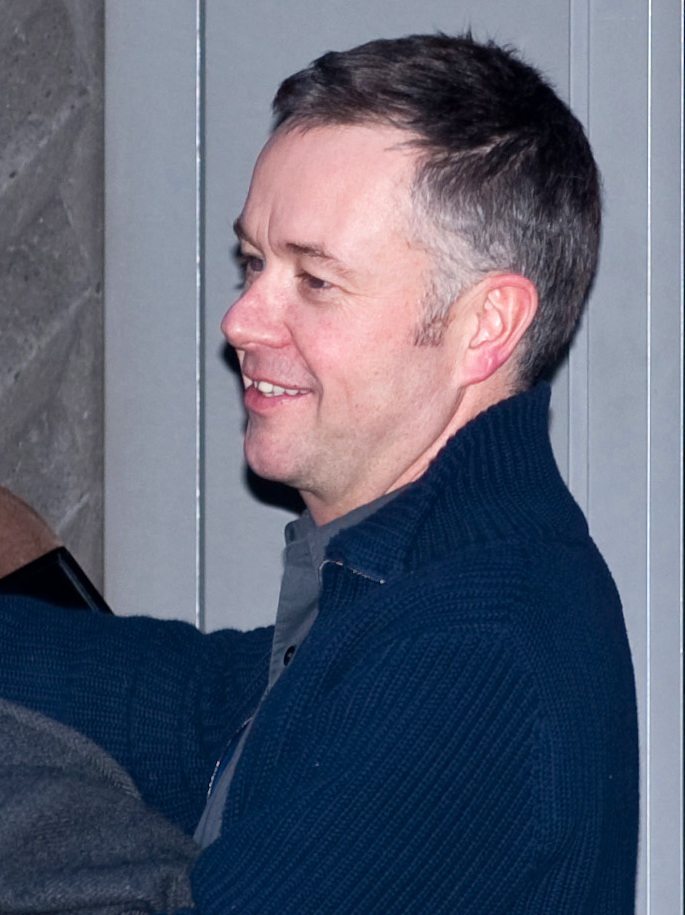
Michael Winterbottom, guanyador de l'Os d'Or al festival

El jurat va atorgar els següents premis:
- Os d'Or
  - In This World: Michael Winterbottom
- Os de Plata
  - Millor banda sonora - Madame Brouette: Majoly, Serge Fiori, Maadu Diabaté
  - Millor actor - Confessions of a Dangerous Mind: Sam Rockwell
  - Millor actriu - The Hours: Meryl Streep, Nicole Kidman, Julianne Moore
  - Millor director - Son frère: Patrice Chéreau
  - Millor curtmetratge - In Absentia: Lucía Cedrón i The Tram #9 Was Going: Stepan Koval
  - Contribució artística excepcional - Mángjǐng: Yang Li
  - Gran Premi del Jurat - Adaptation: Spike Jonze
- Os d'Or honorífic
  - Anouk Aimée
- Berlinale Camera
  - Artur Brauner
  - Peer Raben
  - Erika Richter
- Premi Panorama Audience 
  - Knafayim Shvurot: Nir Bergman
- Os de Cristall
  - Millor curtmetratge - Pipsqueak Prince: Zoia Trofimova
  - Millor pel·lícula - Elina - Som om jag inte fanns: Klaus Härö
- Premi FIPRESCI
  - Lichter de Hans-Christian Schmid
- Menció especial
  - Remake de Dino Mustafić